# Lista över Anders Zorns etsningar

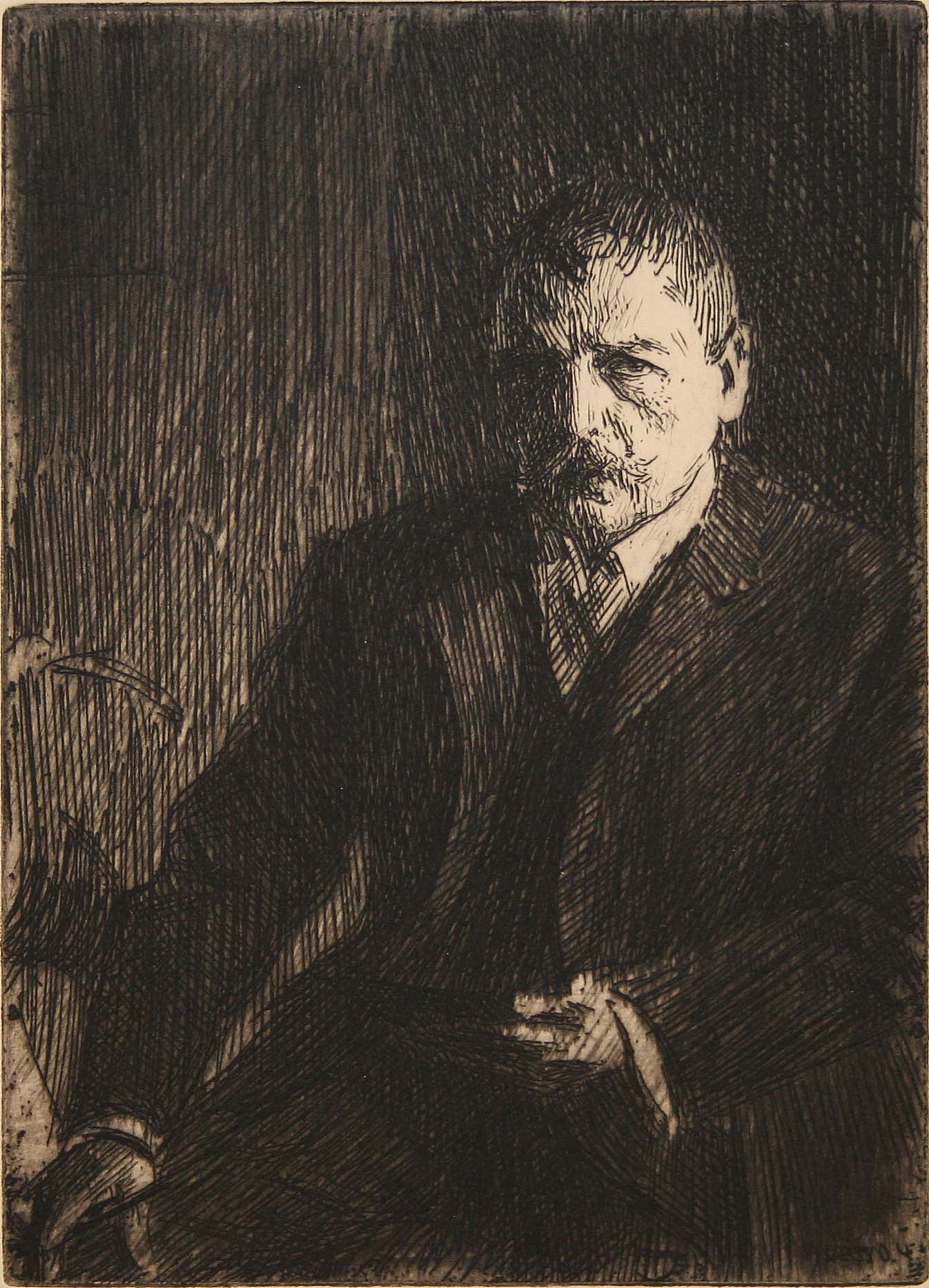
Anders Zorn, Självporträtt (1904), 175x125 mm (ZG 180)

Denna lista över Anders Zorns etsningar innehåller samtliga 289 motiv
Etsningstekniken kom att locka Anders Zorn (1860-1920) och etsningarna bidrog i hög grad till hans framgångar. Med Rembrandt som förebild utvecklade han en teknik där han med skurar av streck byggde upp motivet. Den första etsningen tillkom i London år 1883. Axel Herman Hägg (1835-1921), då verksam i London, var Zorns lärare i denna speciella teknik. Själva etsningstekniken tillägnade sig Zorn snabbt och den första etsningen var ett porträtt av läraren Hägg. Zorn utförde totalt 289 olika etsningar som omfattar porträtt, genre- och nakenstudier.  Av dessa 289 motiv är 168 porträtt, 42 genrestudier samt 79 nakenstudier.

## 1883-1889
- Axel Herman Hägg I (1883) 251x175 mm. Utförd i Zorns ateljé, London (ZG 1).
- Axel Herman Hägg II (1883) 250x175 mm. Utförd i Zorns ateljé, London (ZG 2).
- Systrarna (1883) 99x151 mm. Utförd i Zorns ateljé, London (ZG 3).
- Modersglädje I (1883) 214x163 mm. Utförd i Zorns ateljé, London (ZG 4).
- Modersglädje II (1883) 405x277 mm. Utförd i Zorns ateljé, London (ZG 5).
- Modersglädje III (1883) 406x276 mm. Utförd i Zorns ateljé, London (ZG 6).
- Kusinerna (1883) 443x276 mm Utförd i Zorns ateljé, London (ZG 7).
- I Sorg (1883) 175x125 mm Utförd i Zorns ateljé, London (ZG 8).
- I Sorg II (1883) 174x125 mm, Utförd i Zorns ateljé, London (ZG 9).
- Pepita (1883, 177x115 mm, Utförd i Zorns ateljé, London (ZG 10).
- På Themsen (1883) 300x200 mm, Utförd i Zorns ateljé, London (ZG 11).
- Modellstudie (1884) 204x123 mm (ZG 12).
- Mary (1884) 219x138 mm, Utförd i Zorns ateljé, London (ZG 13).
- Kärleksnymf (1884) 212x127 mm, Utförd i Zorns ateljé, London (ZG 14).
- Axel Herman Hägg III (1884) 390x261 mm, Utförd i Zorns ateljé, London (ZG 15)
- Mormor I (1884) 163x113 mm, Utförd i Zorns ateljé, London (ZG 16).
- Mormor II (1884) 202x126 mm, Utförd i Zorns ateljé, London (ZG 17).
- Mormor III (1884) 165x115 mm, Utförd i Zorns ateljé, London (ZG 18).
- Manuela (1884) 165x115 mm (ZG 19).
- Spanjorska (1884) 175x119 Utförd i Zorns ateljé, Madrid (ZG 20).
- Consuela I (1884) 120x80 mm (ZG 21).
- Consuela II (1884) 146x107 mm (ZG 22).
- Christian Aspelin (1884) 134x79 mm (ZG 23).
- Miss Law (1885) 164x113 mm (ZG 24).
- Skarprättare i Siebenbürgen (1885) 112x75 mm (ZG 25).
- Turkisk dam med slavinna (1886) 106x187 mm. Utförd i Paris under Zorns smekmånad (ZG 26).
- Turkisk Kyrkogård (1886) 125x81 mm. Utförd i Paris under Zorns smekmånad (ZG 27).
- Sovande Odalisk (1886) 124x80 mm. Utförd i Paris under Zorns smekmånad (ZG 28).
- Carl Snoilsky (1888) 86x61 mm, état 1, samt 82x53 état 2. Utförd i Zorns ateljé i Stockholm (ZG 29).
- La Feria (1889) 143x101 mm (ZG 30).
- La Petit Baigneuse (1889) 128x88 mm (ZG 31).
- En Gravör" (1889) 120x80 mm (ZG 32).
- Antonin Proust (1889) 240x160 mm. Utförd i Zorns ateljé i Paris (ZG 33).
- Rosita Mauri (1889) 240x159 mm (ZG 34).

## 1890-1894
- Nyårskort (1890) 100x137 mm (ZG 35)
- Advokaten Wade (1890) 320x230 mm (ZG 36)
- Läsande dam (Emma Zorn) (1890) 100x140 mm (ZG 37)
- Trött modell (1890) 140x100 mm (ZG 38)
- En Premiär (1890) 238x158 mm (ZG 39)
- Stora Bryggeriet (1890) 159x239 mm (ZG 40)
- Lilla Bryggeriet (1890) 100x140 mm (ZG 41)
- Vid Folkestone (1890) 100x140 mm (ZG 42)
- Zorn och hans Hustru (1890) 317x211 mm. Inspirerad av Rembrandts etsning "Självporträtt med Saskia (ZG 43)
- I Fria Luften (1890) 156x118 mm (ZG 44)
- Badande Flickor (1890) 139x98 mm (ZG 44A)
- Fru Emma Zorn (1890) 136x96 mm (ZG 46)
- Mme Armand Dayot (1890) 238x160 mm. Utförd i Zorns ateljé i Paris (ZG 47).
- I Ateljén (1891) 138x99 mm. Utförd i Zorns ateljé i Paris (ZG 48).
- Mme Georges May I 140x100 mm. Utförd i Zorns ateljé i Paris (ZG 49).
- J.B. Faure (1891) 237x161 mm. (ZG 52)
- Fiskare i Saint Ives (1891) 278x200 mm. (ZG 53)
- Valsen (1891) 338x227 mm. Utförd i Zorns ateljé i Paris (ZG 54).
- Max Liebermann (1891) 238x159 mm. Utförd i Zorns ateljé i Paris (ZG 55).
- Dalkulla (1891) 142x102 mm. Utförd i Zorns ateljé i Paris (ZG 56).
- Per Hasselberg (1891) 140x100 mm. Utförd i Hasselbergs ateljé i Stockholm. (ZG 57).
- Prins Eugen (1891) 141x102 mm. (ZG 58)
- Ung norska vid pianot (1891) 138x99 mm. (ZG 59)
- Morgon (1891) 235x158 mm (ZG 60).
- Cigarettrökerska I (1891) 157x119 mm (ZG 61)
- Cigarettrökerska II (1891) 159x120 mm (ZG 62)
- Oväder (1891) 196x139 mm. Utförd i Zorns ateljé i Stockholm, september 1891 (ZG 53).
- Uppvaknandet (1891) 139x101 mm. (ZG 64).
- Schackspelare (1891) 139x101 mm. (ZG 65).
- Mme Simon I (1891) 140x102 mm. (ZG 66).
- Mme Simon II (1891) 236x158 mm. Utförd i Zorns ateljé i Paris, hösten 1891 (ZG 67).
- Gerda Grönberg I (1891) 120x80 mm. Utförd i Zorns ateljé på Boulevard Clichy, Paris (ZG 68).
- Gerda Grönberg II (1892) 197x140 mm. Utförd i Zorns ateljé på Boulevard Clichy, Paris, januari 1892 (ZG 69).
- Gerda Grönberg III (1892) 197x138 mm. Utförd i Zorns ateljé på Boulevard Clichy, Paris, januari 1892 (ZG 70).
- Sittande Modell (1892) 161x119 mm. (ZG 71).
- Omnibus (1892) 279x197 mm. Utförd i Zorns ateljé på Boulevard Clichy, Paris, våren 1892 (ZG 72).
- Ernest Renan (1892) 227x340 mm. Utförd i Paris hösten 1892 (ZG 73).
- Olga Bratt (1892) 200x140 mm. (ZG 74)
- Gerda Hagborg I (1892) 160x120 mm. (ZG 75)
- Gerda Hagborg II (1893) 237x158 mm. (ZG 76)
- Georg von Rosen (1893) 236x167 mm. Utförd i Zorn ateljé i Stockholm hösten 1893 (ZG 77.)
- Lektyr (1893) 234x157 mm. Utförd i Evanston, USA, november 1893. (ZG 78)
- En Skål i Idun (1893) 367x288 mm. Utförd hösten 1893 i USA. (ZG 79)
- En Skål i Idun II (1893) 318x268 mm. Utförd hösten 1893 i USA. (ZG 80)
- Henry Marquand (1893) 278x198 mm. Utförd hemma hos Marquand i New York, mars 1893. (ZG 81)
- Venus de la Vilette (1893) 140x100 mm. Utförd i Zorns ateljé i Stockholm eller i hans ateljé i London. (ZG 82)
- John Alexander(1893) 138x97 mm. (ZG 83)
- Isabella Garnder (1894) 252x202 mm. Utförd i Boston våren 1884. (ZG 84)
- Irländska (1894) 278x198 mm. Utförd hemma hos M.Thomas Wheeler i New York, februari 1894. (ZG 85).
- Söndagsmorgon (1894) 278x196 mm. (ZG 86).
- Fru Lamm I (1894) 225x177 mm. (ZG 87).
- Fru Lamm II (1894) 237x157 mm. (ZG 88).
- Badande gossar på stranden (1894) 100x139 mm. (ZG 89).
- Mamma Badar (1894) 120x157 mm. (ZG 90).
- Min Modell och min Båt (1894) 238x158 mm. Utförd på Dalarö (ZG 91).
- Mrs. Armour (1894) 239x160 (ZG 92).

## 1895-1899
- Paul Verlaine I (1895) 240x160 mm (ZG 93).
- Paul Verlaine II (1895) 238x160 mm (ZG 94).
- Souvenir (1895) 238x160 mm (ZG 95)
- La Grande Baigneuse (1895) 238x158 mm (ZG 96)
- Herr och Fru Fürstenberg (1895) 277x198 mm (ZG 97).
- Pontus Fürstenberg (1895) 278x198 mm (ZG 98).
- Natteffekt I (1895) 274x198 mm (ZG 99).
- Natteffekt II (1895) 240x162 mm (ZG 100).
- Anna Wallenberg (1895) 273x195 mm (ZG 101).
- Kvinnlig Aktstudie I (1896) 194x148 mm. Utförd i Chicago (ZG 102)
- Kvinnlig Aktstudie II (1896) 240x160 mm. Utförd i Paris. Signerad i plåten "Paris 1896 sct Chicago 1893, Zorn" (ZG 103).
- Kvinnlig Aktstudie III (1896) 194x148 mm. Utförd i Paris (ZG 104).
- Albert Besnard och hans Modell (1896) 236x158 mm. Utförd i Albert Besnard ateljé i Paris (ZG 105).
- Gerda Hagborg III (1896) 241x161 mm. (ZG 106).
- Mrs. Potter Palmer (1896) 237x160 mm. (ZG 107).
- Solnedgång I (1896) 148x98 mm. (ZG 108).
- Solnedgång II (1896) 240x176 mm. (ZG 109).
- Solnedgång III (1896) 238x157 mm. (ZG 110).
- Natteffekt III (1897) 301x200 mm (ZG 111).
- Mrs. Nagel (1897) 238x159 mm (ZG 112).
- Augustus Saint Gaudens I (1897) 199x138 mm (ZG 113).
- Augustus Saint Gaudens II (1897) 135x200 mm (ZG 114).
- S. Loeb (1897) 237x157 mm. Utförd i New York hösten 1897. (ZG 115).
- E.R. Bacon (1897) 239x157 mm. Utförd i New York. (ZG 116).
- Emma, Morakulla (1897) 225x174 mm (ZG 117).
- Carl Larsson (1897) 276x197 mm (ZG 118).
- Självporträtt 1897 (1897) 60x50 mm (ZG 119).
- Självporträtt med Modell I (1897) 277x196 mm (ZG 120).
- Morabonde I (1897) 160x120 mm (ZG 121).
- Morabonde II (1898) 160x120 mm (ZG 122).
- Nils Kreuger (1898) 100x75 mm (ZG 123).
- Georg Arsenius (1898) 131x100 mm (ZG 124).
- Morakulla vid Fönstret (1898) 128x89 mm (ZG 125).
- Flickhuvud (1898) 71x52 mm (ZG 126).
- Gammal Ballad I (1898) 130x90 mm (ZG 127)
- Gammal Ballad II (1898) 178x128 mm (ZG 128).
- Rättvikskulla (1898) 130x90 mm (ZG 129).
- Modellstudie 1898 (1898) 136x109 mm (ZG 130).
- Oscar II-I (1898) 247x188 mm. Utförd ombord på Kungliga båten i Marstrand (ZG 131).
- Oscar II-II (1898) 247x178 mm. Utförd ombord på Kungliga båten i Marstrand (ZG 132).
- Frukosten (1898) 238x168 mm (ZG 133).
- Skrattande Modell I (1898) 129x89 mm (ZG 134).
- Skrattande Modell II (1898) 138x108 mm (ZG 135).
- Överrumplad (1898) 246x179 mm (ZG 136).
- Biljard (1898) 179x129 mm (ZG 137).
- Maud Cassel (1898) 180x128 mm. Utförd i London december 1898 (ZG 138).
- På Isen (1898) 128x179 mm (ZG 139).
- På Isen vid Mora (1898) 371x285 mm (ZG 140).
- Fredrick Keppel I (1898) 129x86 mm (ZG 141).
- Fredrick Keppel II (1898) 130x88 mm (ZG 142).
- Grover Cleveland I (1899) 226x178 mm. Utförd 1899 hemma hos Isabella Stewart Gardner, Boston (ZG 143).
- Grover Cleveland II (1899) 227x176 mm. Utförd 1899 hemma hos Isabella Stewart Gardner, Boston (ZG 144).
- Mrs. Cleveland I (1899) 248x177 mm (ZG 145).
- Mrs. Cleveland II (1899) 247x180 mm (ZG 146).
- På Atlanten (1899) 177x127 mm (ZG 147).
- Modell stänger Dörren (1899) 197x149 mm (ZG 148).
- Självporträtt med Modell II (1899) 247x196 mm (ZG 149).

## 1900-1904
- Maja von Heijne (1900) 246x199 mm (ZG 150).
- Madonna (1900) 248x197 mm (ZG 151).
- Kol Margit (1900) 129x89 mm (ZG 152).
- Prinsessan Ingeborg I (1900) 299x241 (ZG 153).
- Prinsessan Ingeborg II (1900) 277x211 (ZG 154).
- Fru Runeberg (1900) 200x140 mm (ZG 155).
- Gitarrspelerska (1900) 238x159 (ZG 156).
- Fru Emma Zorn (1900) 202x150 mm. Utförd i Zorns ateljé i New York (ZG 157).
- Överste Lamont I (1900) 224x150 mm. Utförd i Zorns ateljé i New York (ZG 158).
- Billy Mason (1900) 199x142 mm. Utförd i Zorns ateljé i Chicago (ZG 159).
- Vid Pianot (1900) 200x150 mm. Utförd i Zorns ateljé i Chicago (ZG 160).
- Mrs. Cotton I (1901) 229x150 mm. Utförd i Zorns ateljé i New York (ZG 161).
- Mrs Cotton II (1901) 200x150 mm. Utförd i Zorns ateljé i New York (ZG 162).
- Sittande Negress (1901) 200x150 mm. Utförd i Sam Roosevelts ateljé i New York. (ZG 163).
- Stående Negress (1901) 225x150 mm. Utförd i Sam Roosevelts ateljé i New York. (ZG 164).
- Miss Henop (1901) 226x150 mm. Utförd hemma hos familjen Livingstone i New York. (ZG 165).
- Miss Lurman (1901) 225x150 mm. Utförd hemma hos familjen Schenk i New York. (ZG 166).
- Mrs. Thompson Seton (1901) 225x150 mm. Utförd i New York. (ZG 167).
- Stående Modell (1901) 225x150 mm (ZG 168).
- Fatbur (1903) 202x142 mm (ZG 169).
- Kråkbergs Anna (1903) 158x118 mm (ZG 170).
- Nya Visan (1903) 227x151 mm (ZG 171).
- Fru Granberg (1903) 177x118 mm. Utförd i Zorns ateljé i Paris. (ZG 172).
- Vid Kakelugnen (1903) 177x119 mm (ZG 173).
- Nanette (1903) 200x150 mm (ZG 174).
- Dunkelt Hörn (1903) 200x150 mm (ZG 175).
- Olandine (1904) 175x125 mm (ZG 176).
- Överste Lamont II (1904) 200x150 mm. Påbörjad 1901 i New York men slutförd 1904. (ZG 177).
- Överste Lamont III (1904) 200x150 mm. Utförd under Zorns femte besök i USA. (ZG 178).
- John Hay (1904) 202x151 mm. Utförd 18 februari 1904 i Washington. (ZG 179).
- Självporträtt 1904-I (1904) 175x125 mm. Utförd på Hotel Waldorf-Astoria i New York. (ZG 180).
- Självporträtt 1904-II (1904) 175x125mm. Utförd på Hotel Waldorf-Astoria i New York. (ZG 181).
- Resekamraten (1904) 198x149 mm. Utförd i USA. Signerad i plåten: "Through Grand Canion Arkansas 10 March 1904 Zorn" (ZG 182).
- Emma Rasmussen (1904) 200x150 mm. Utförd i Washington. (ZG 183).
- Mrs. Kip (1904) 200x150 mm. Utförd i New York. (ZG 184).
- Självporträtt med Inskription (1904) 157x121 mm (ZG 185).
- Byspelman (1904) 159x119 mm (ZG 186).

## 1905-1909
- Uno Stadius (1905) 70x50 mm (ZG 187).
- Albert Engström (1905) 200x150 mm (ZG 188).
- Theodore Roosevelt (1905) 129x89 mm. Påbörjad i USA 1904 och slutförd i Stockholm 1905. (ZG 189).
- Betty Nansen (1905) 250x177 mm (ZG 190).
- Musik i Stugan (1905) 247x180 mm (ZG 191).
- Brudtärnan  (1905) 149x198 mm (ZG 192).
- Trasig Särk (1905) 199x148 mm (ZG 193).
- Ida (1905) 240x160 mm. Utförd i Gopsmor (ZG 194).
- Berit (1905) 202x150 mm. Utförd i Gopsmor november 1905. (ZG 195).
- Kesti (1906) 158x122 mm (ZG 196).
- Dans i Gopsmor (1906) 300x200 mm (ZG 197).
- Hemulå I (1905) 60x50 mm (ZG 198).
- Hemulå II (1905) 157x118 mm (ZG 199).
- Anna kammar sig (1906) 180x119 mm (ZG 200)
- Första Séansen (1906) 195x148. Utförd i Gopsmor. (ZG 201).
- Sandhamn (1906) 198x150 mm. Utförd i Paris. (ZG 1906).
- Mr. and Mrs. Atheron Curtis (1906) 240x184 mm. Utförd i Zorns ateljé i Paris. (ZG 203).
- Anatole France (1906) 214x159 mm. Utförd hemma hos Anatole France i Paris. (ZG 204).
- D'Estournelles de Constant (1906) 212x156 mm. Utförd i Zorns ateljé i Paris. (ZG 205).
- Marcellin Berthelot (1906) 212x157 mm. Utförd hemma hos Marcellin Berthelot i Paris. (ZG 206).
- Auguste Rodin (1906) 212x155 mm. Utförd hemma hos Auguste Rodin i Meudon, Frankrike. (ZG 207).
- En Ring (1906) 215x160 mm. Utförd i Zorns ateljé i Paris. (ZG 208).
- Alfred Beurdeley (1906) 200x150 mm.  Utförd i Zorns ateljé i Paris. (ZG 209).
- Fredrik Martin (1907) 119x178 mm. Utförd i Gopsmor. (ZG 210).
- Sommar (1907) 178x120 mm (ZG 211).
- Vattenringar I (1907) 152x132 mm (ZG 212).
- Vattenringar II (1907) 197x119 mm (ZG 213).
- Edö (1907) 179x120 mm (ZG 214).
- Mästersmeden (1907) 198x149 mm (ZG 215).
- Bosl Anders (1907) 159x117 mm (ZG 216).
- Knut Kjellberg (1907) 178x120 mm (ZG 217).
- Paul Troubetzkoy I (1908) 297x197 mm. Utförd i Zorns ateljé i Stockholm. (ZG 218).
- Paul Troubetzkoy II (1908) 246x178 mm. Utförd i Zorns ateljé i Stockholm. (ZG 219).
- Oxenstierna (1909) 247x178 mm (ZG 220).
- Aurore (1909) 199x149 mm (ZG 221).
- Gustav V (1909) 329x189 mm. Utförd på Stockholms Slott (ZG 222).
- Änkedrottning Sophia (1909) 248x180 mm (ZG 223).
- C.F.Liljevalch (1909) 198x149 mm (ZG 224).
- Sir Ernest Cassel (1909) 198x149 mm. Utförd i Zorns ateljé i London. (ZG 225).
- Gerda Lundequist (1909) 198x148 mm (ZG 226).
- The New Maid (1909) 298x196 mm (ZG 227).
- Bråddjup (1909) 238x160 mm (ZG 228).
- Hugo Tigerschiöld (1909) 164x124 mm (ZG 229).

## 1910-1914
- August Strindberg (1910) 298x198 mm (ZG 231).
- Grodan (1910) 180x119 mm (ZG 232).
- Nåskulla (1910) 179x118 mm (ZG 233).
- Tång (1910) 109x79 mm (ZG 234).
- Modell framför Tavla (1910) 197x149 mm (ZG 235).
- De tre gracerna (1910) 160x120 mm (ZG 236).
- Stenig Botten (1910) 160x120 mm (ZG 237).
- Buskage (1911) 111x79 mm (ZG 238).
- President William H. Taft (1911) 248x198 mm (ZG 239).
- Vått (1911) 158x120 mm. Utförd i Zorns ateljé i Stockholm. (ZG 240).
- Självporträtt 1911 (1911) 158x119 mm (ZG 241).
- Mona (1911) 248x177 mm (ZG 242).
- Djos Mats (1911) 169x120 mm (ZG 243).
- Kyrkstöt (1911) 160x119 mm (ZG 244).
- Gammal Knekt (Prinsen) (1911) 139x110 mm (ZG 245).
- Bönen (1912) 198x148 mm (ZG 246).
- Skerikulla (1912) 250x198 mm (ZG 247).
- Skrämda (1912) 200x150 mm. Utförd i Zorns ateljé i Stockholm. (ZG 248).
- Vadstället (1912) 199x150 mm. Utförd i Zorns ateljé i Stockholm. (ZG 249).
- Dagmar (1912) 248x178 mm. Utförd i Zorns ateljé i Stockholm. (ZG 250).
- Vallkullans söndag (1912) 298x198 mm (ZG 251).
- John Berg (1912) 178x120 mm (ZG 252).
- Hårbandet (1912) 300x200 mm (ZG 253).
- Ett Brev (1913) 156x120 mm (ZG 254).
- Eka (1913) 90x120 mm (ZG 255).
- Yttersta Skären (1913) 180x250 mm (ZG 256).
- Gärdesgård (1913) 249x199 mm (ZG 257).
- Tre Systrar (1913) 248x178 mm (ZG 258).
- Grunt (1913) 298x198 mm (ZG 259).
- Elin (1913-14) 196x297 mm (ZG 260).
- Bärsärk (1914) 250x178 mm (ZG 261).
- Tidigt (1914) 247x178 mm (ZG 262).
- Frida (1914) 199x148 mm (ZG 263).
- Kronprinsessan Margareta (1914) 249x179 mm (ZG 264).
- Gulli I (1914) 129x89 mm (ZG 265).
- Sängpallen (1914) 249x198 mm (ZG 266).
- Hårtång (1914) 129x89 mm (ZG 267).

## 1915-1919
- Dalarö (1915) 158x119 mm (ZG 268).
- Svanen (1915) 248x197 mm (ZG 269).
- Självporträtt i Vargskinnspäls (1916) 177x120 mm (ZG 270).
- På Sanden (1916) 178x248 mm (ZG 271).
- Byst (1916) 247x179 mm (ZG 272).
- Mina Modeller 197x150 mm (ZG 273).
- De Två (1916) 198x149 mm (ZG 274).
- Gopsmorsstugan (1917) 290x200 mm (ZG 275).
- På Hemsö (1917) 200x149 mm (ZG 276).
- Al (1917) 173x119 mm (ZG 277).
- Sappo (1917) 206x180 mm (ZG 278).
- Kajuta (1917) 296x196 mm (ZG 279).
- Gulli II (1918) 198x148 mm (ZG 280).
- Vicke (1918) 198x295 mm (ZG 281).
- Najader (1918) 157x234 mm (ZG 282).
- En Dalkarl (Lavards Anders) (1919) 157x117 mm (ZG 283).
- Dalälven (1919) 178x117 mm (ZG 284).
- Lots (1919) 178x120 mm (ZG 285).
- Ols Maria (1919) 199x295 mm (ZG 286).
- Balans (1919) 165x116 mm (ZG 287).
- Mot Strömmen (1919) 115x165 mm (ZG 288).

## Galleri (Etsningar i urval)

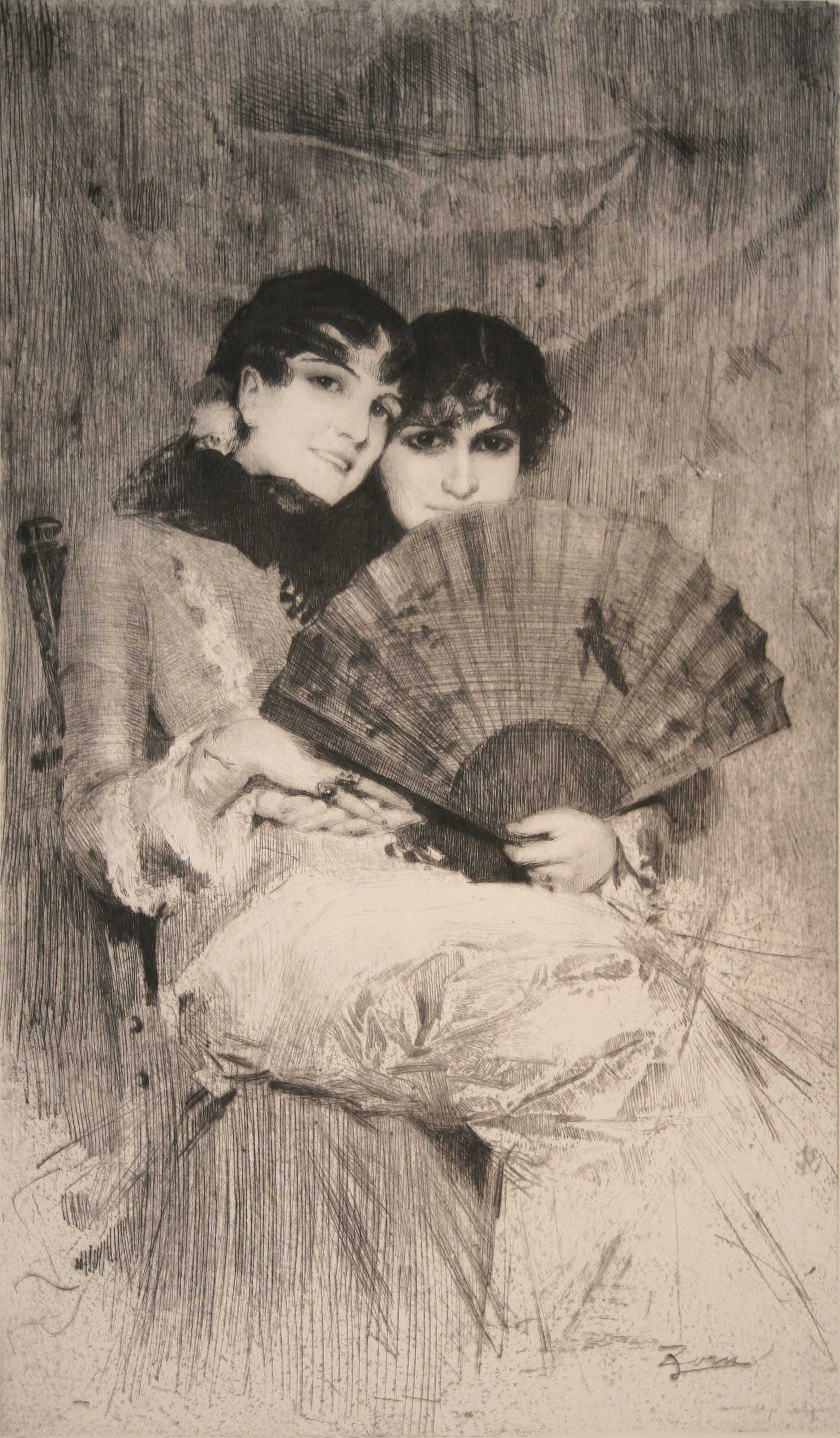
"Kusinerna" (1883)
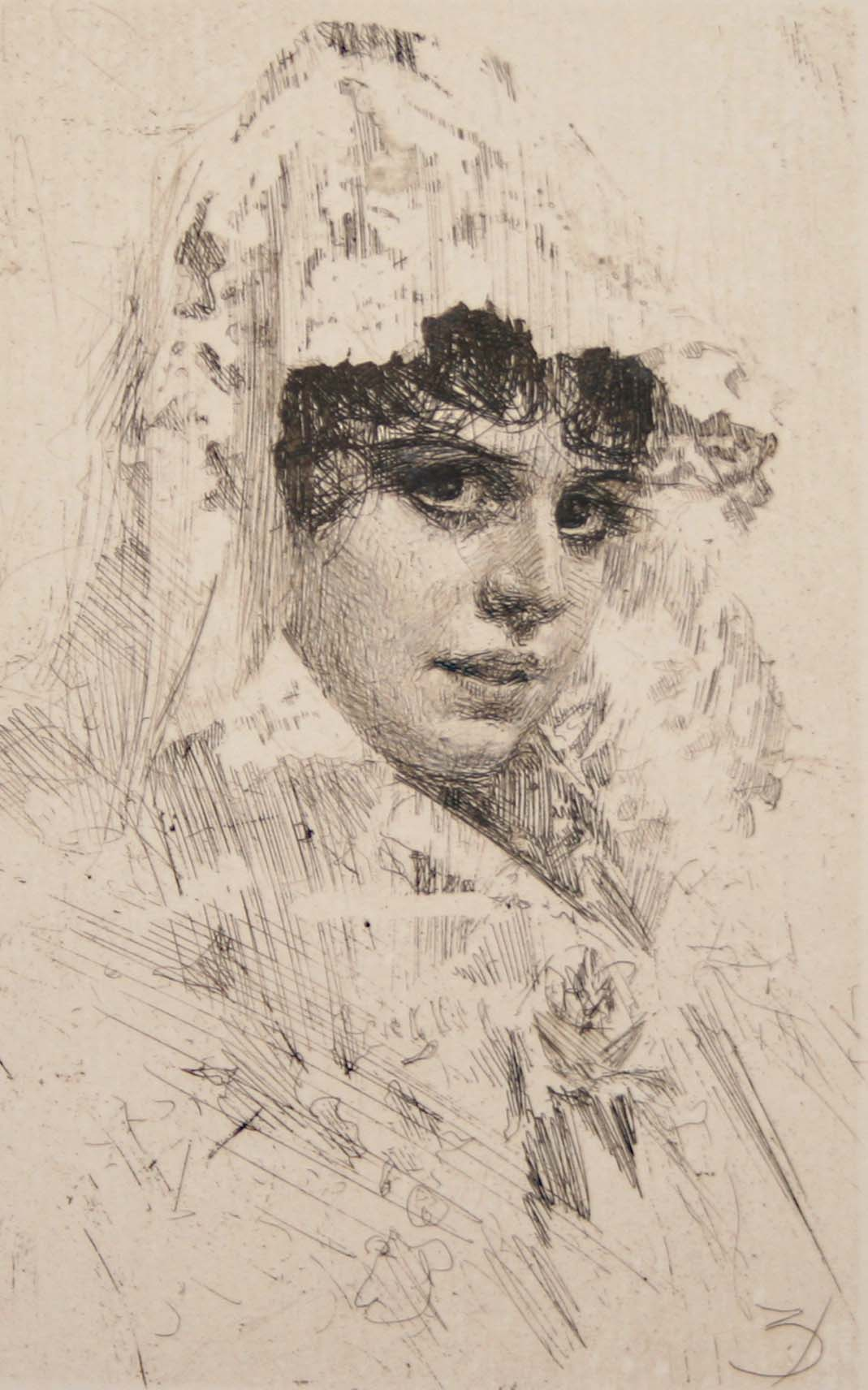
Spanjorskan (1884)
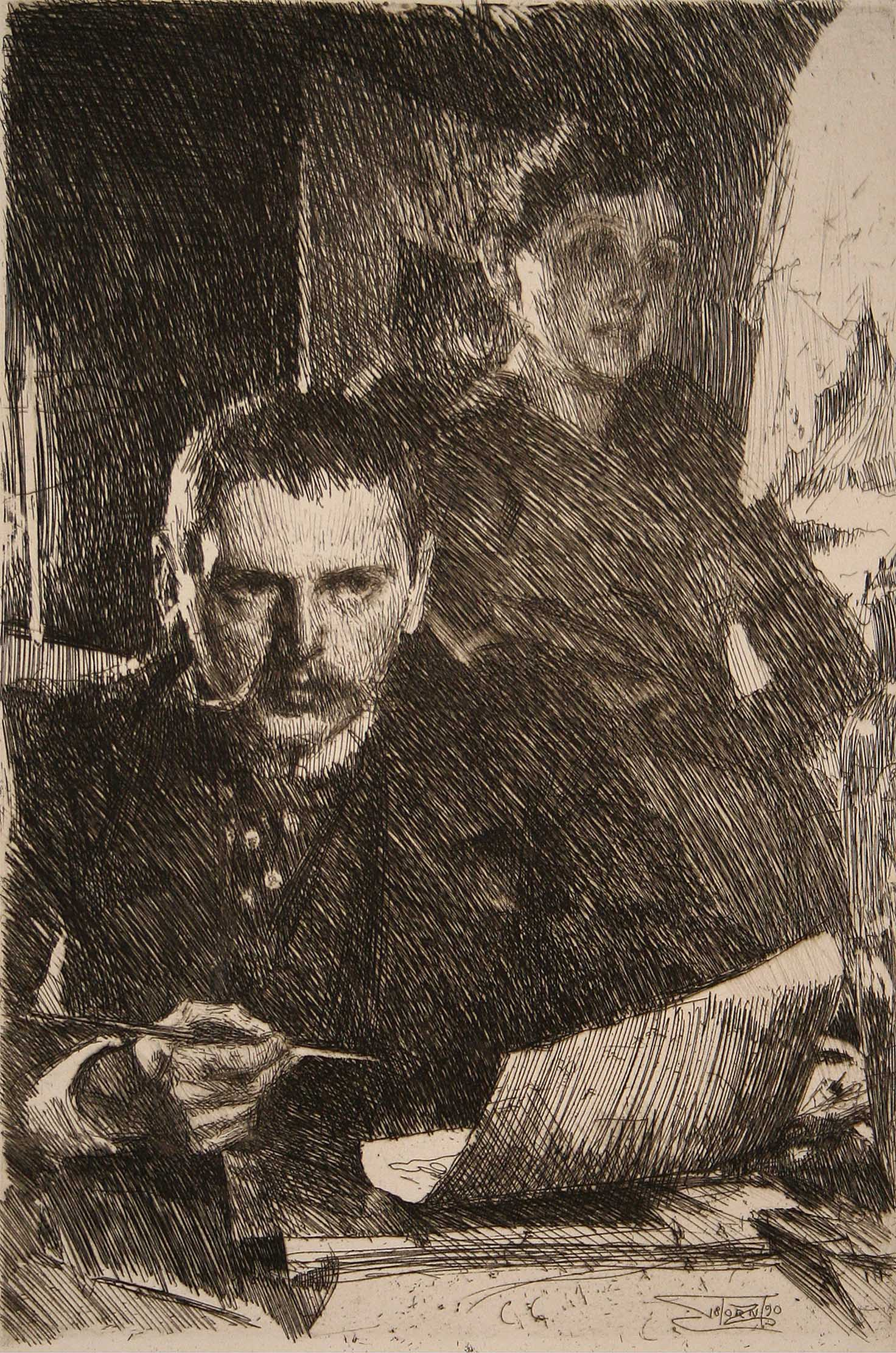
Zorn och hans hustru (1890)
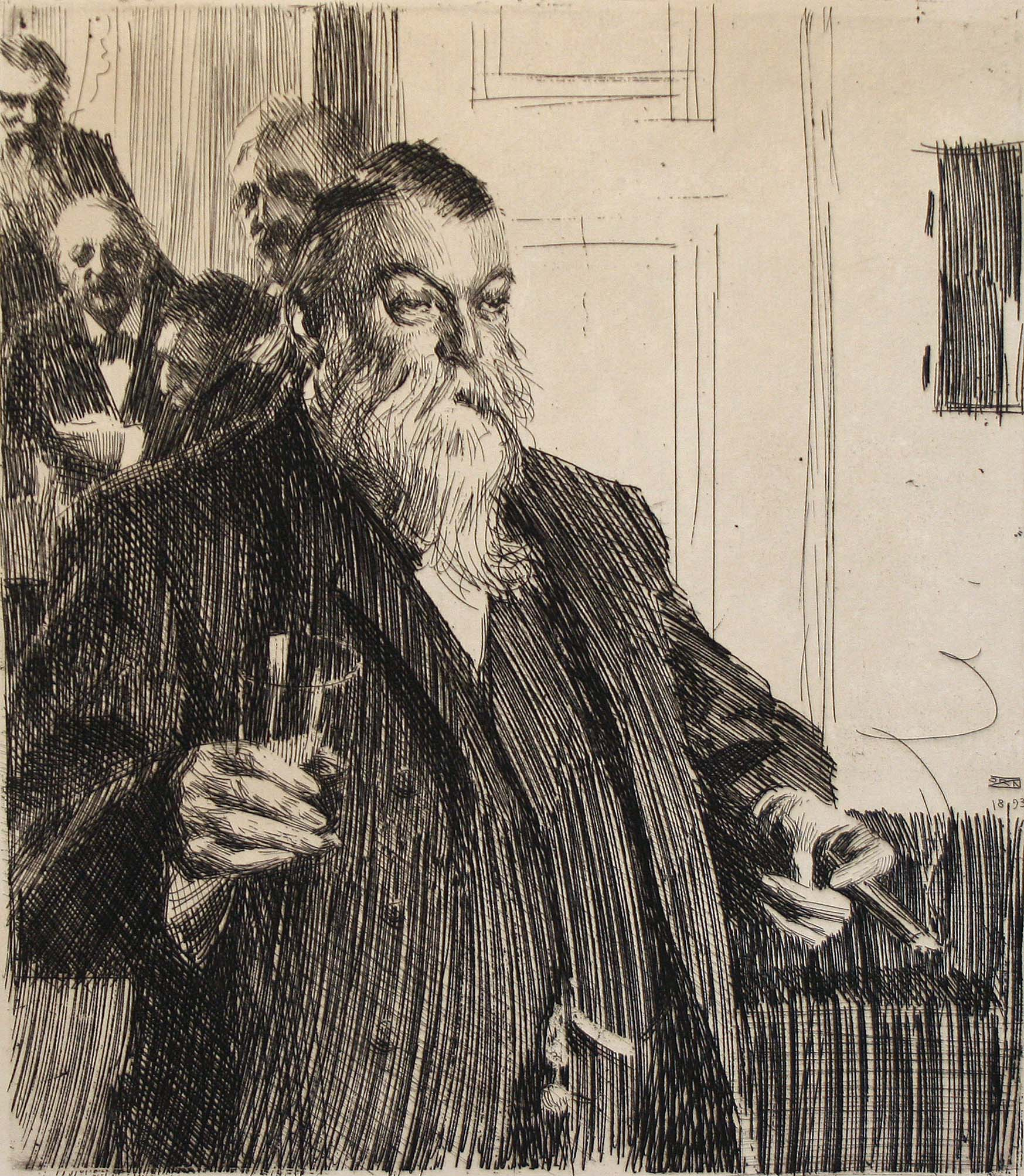
En skål i Idun II (1893)
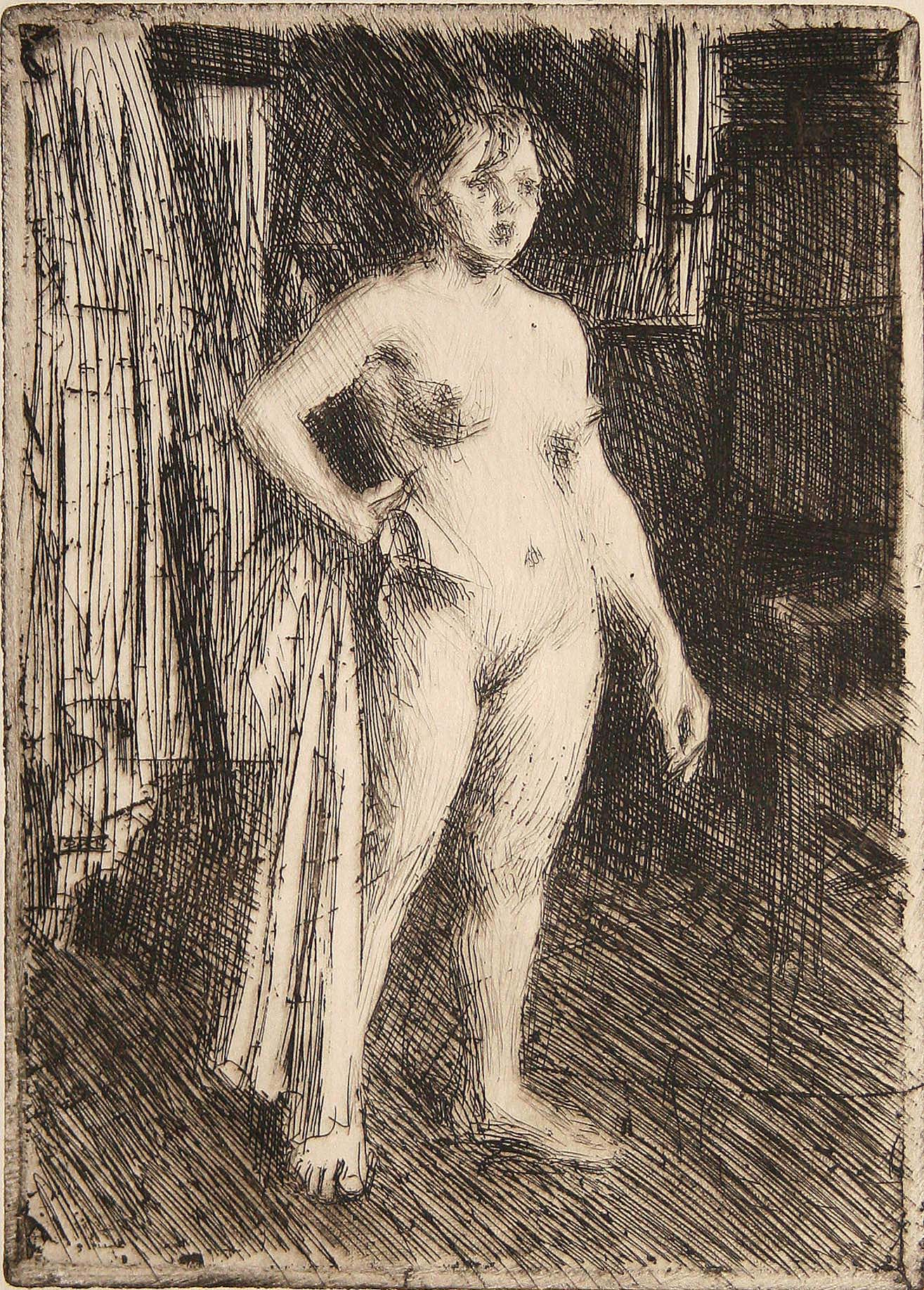
Venus de la Vilette Zorn (1893)
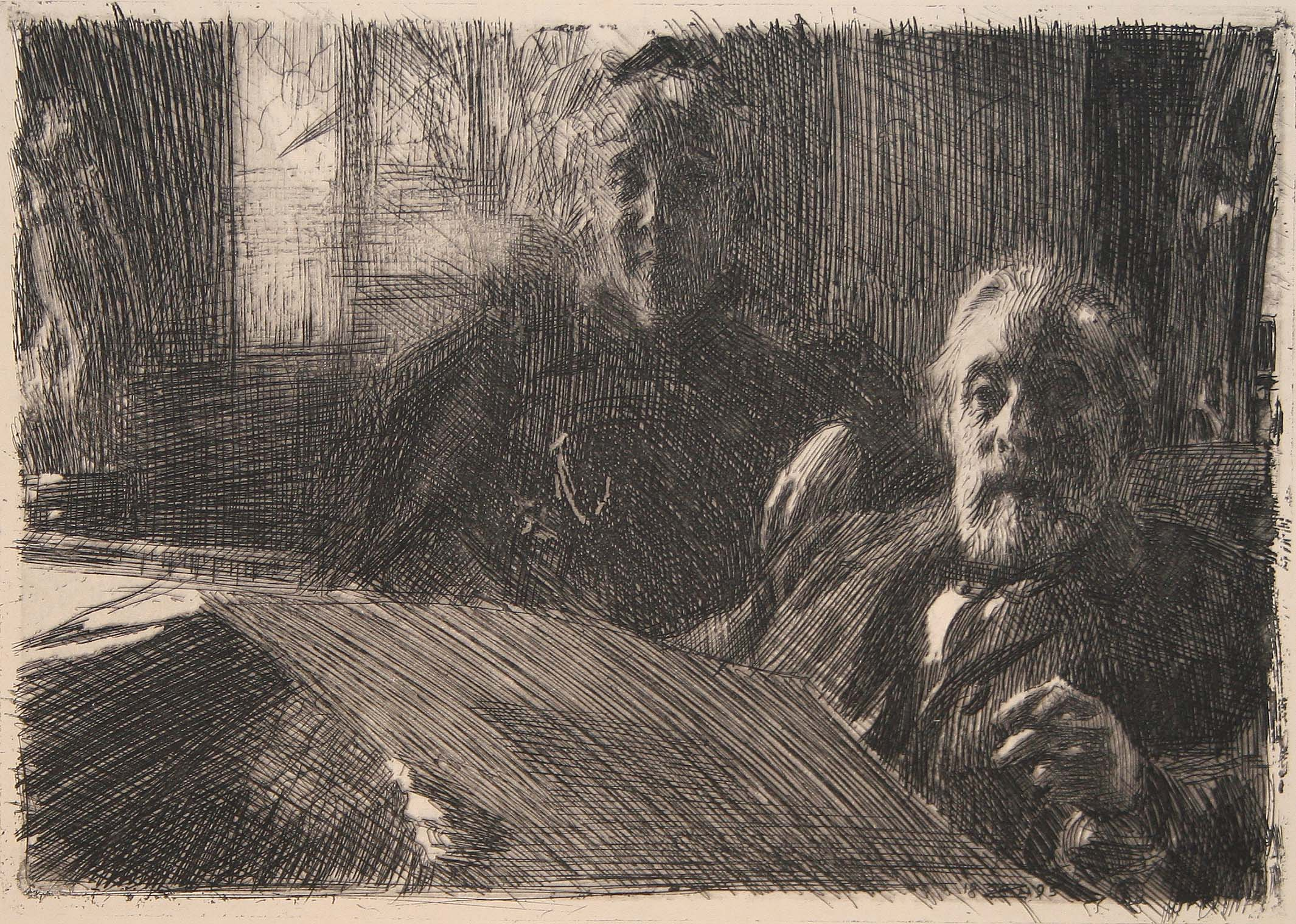
Herr och Fru Fürstenberg (1895)
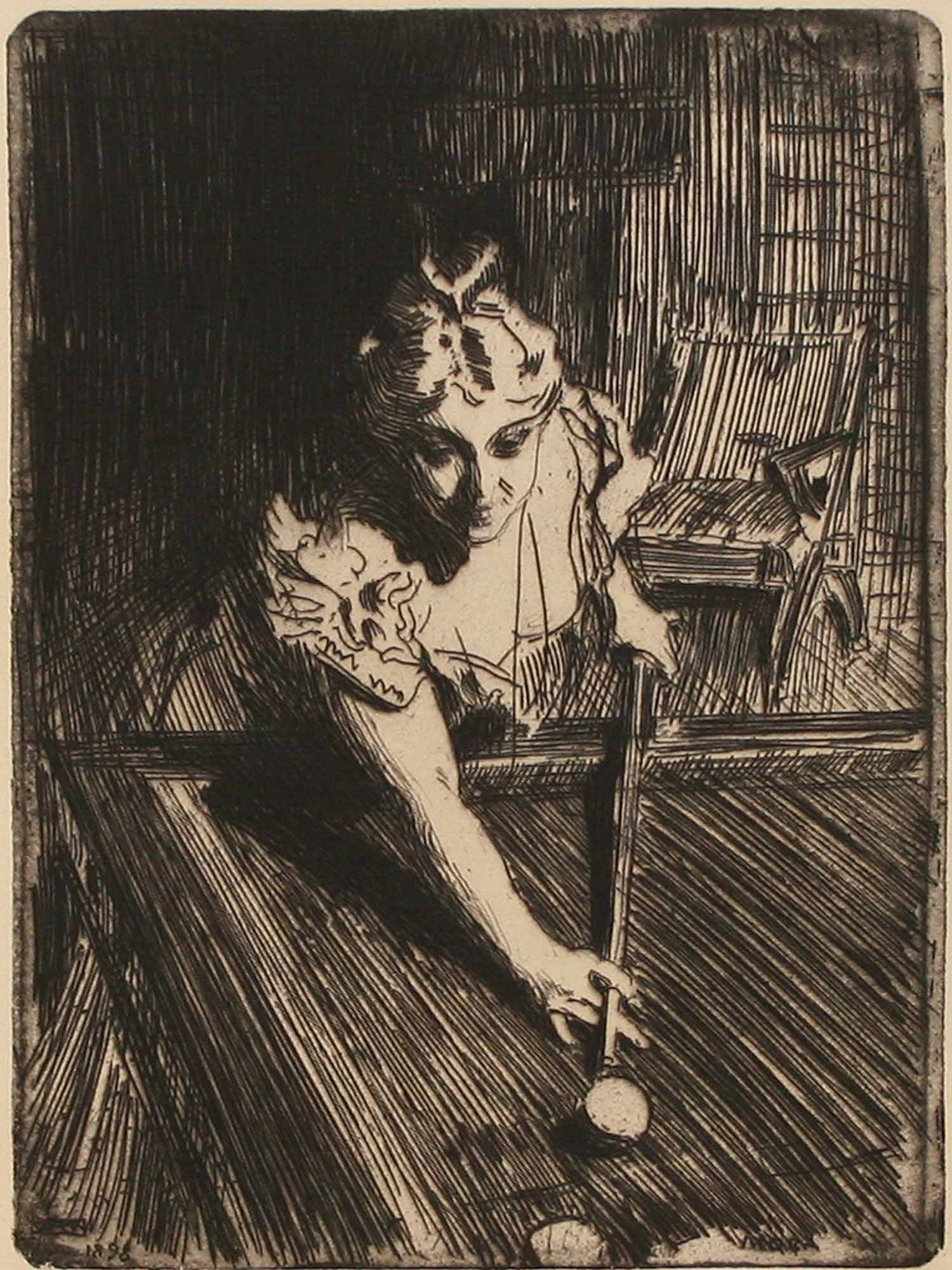
Biljard (1898)
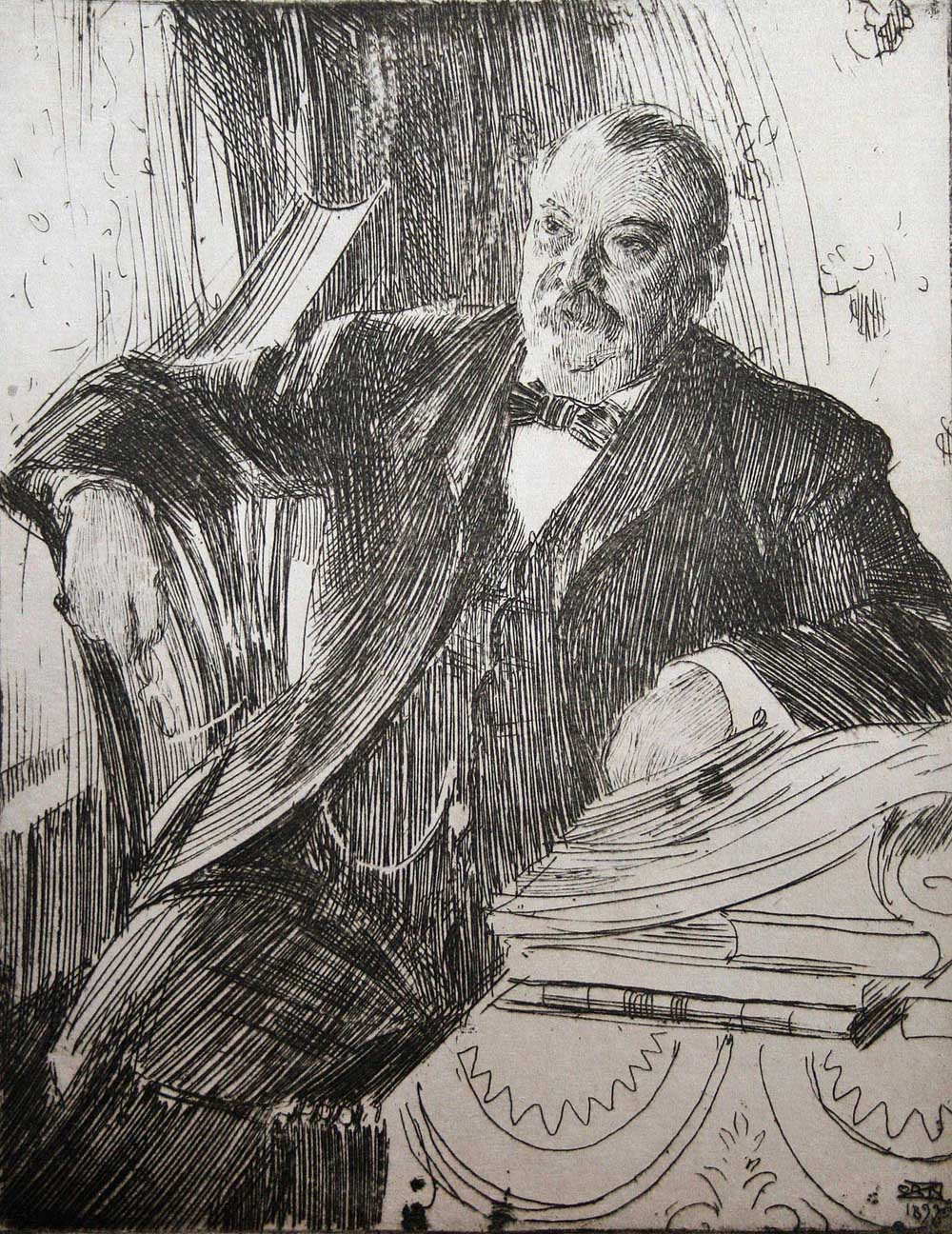
Grover Cleveland II (1899)
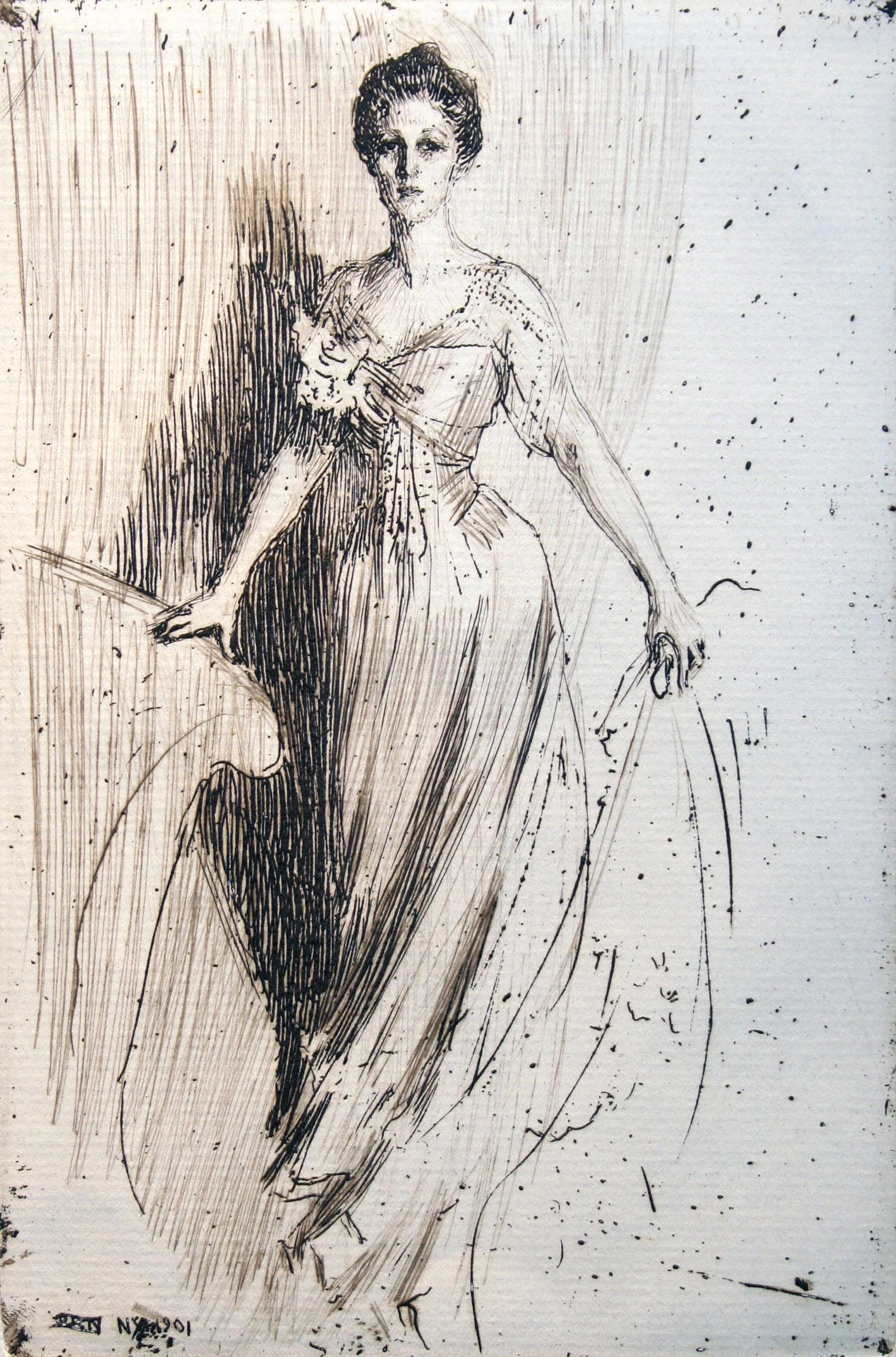
Miss Lurman (1901)
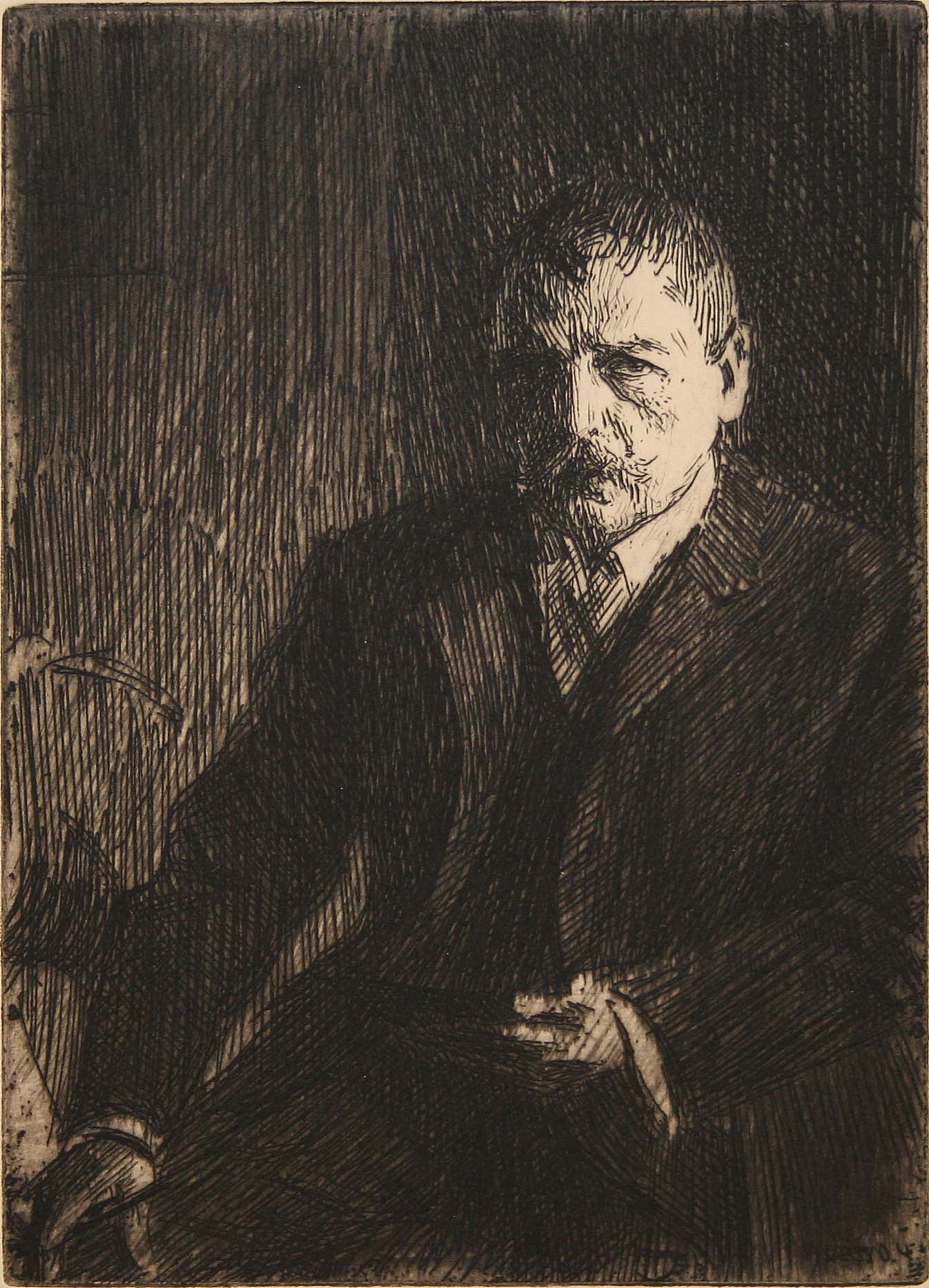
Självporträtt 1904, nr.1 (1904)
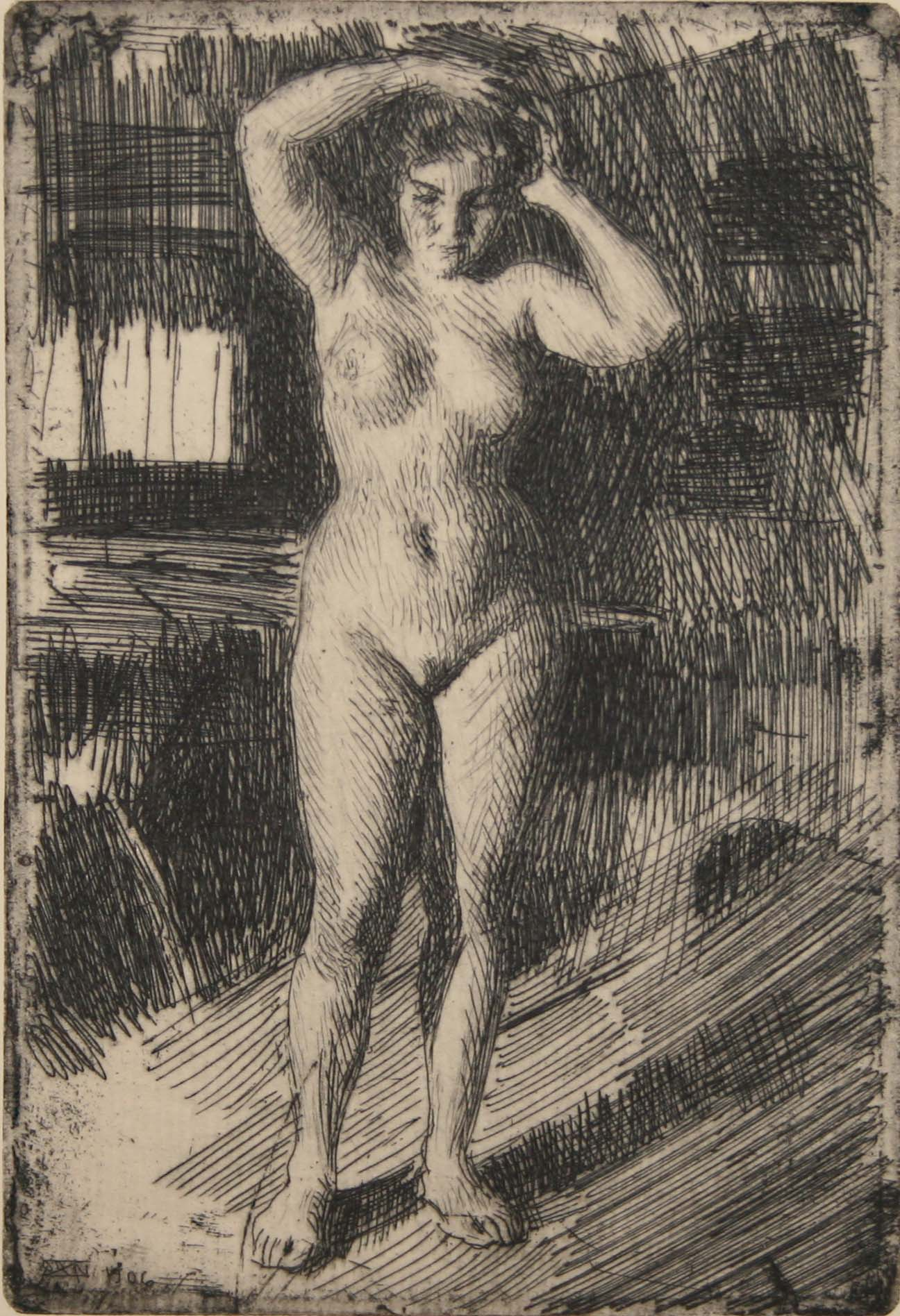
Anna kammar sig (1906)
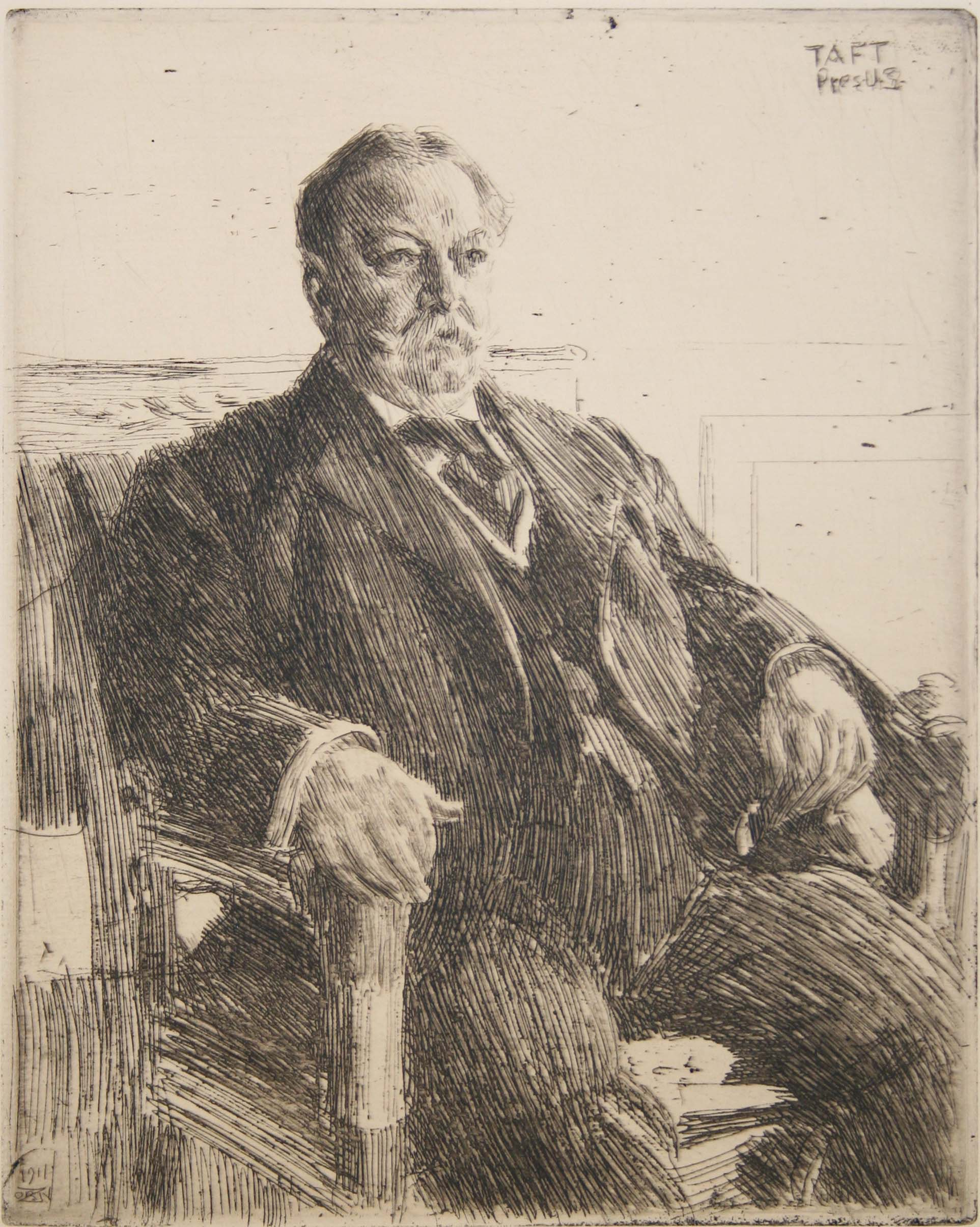
President William H. Taft (1909)
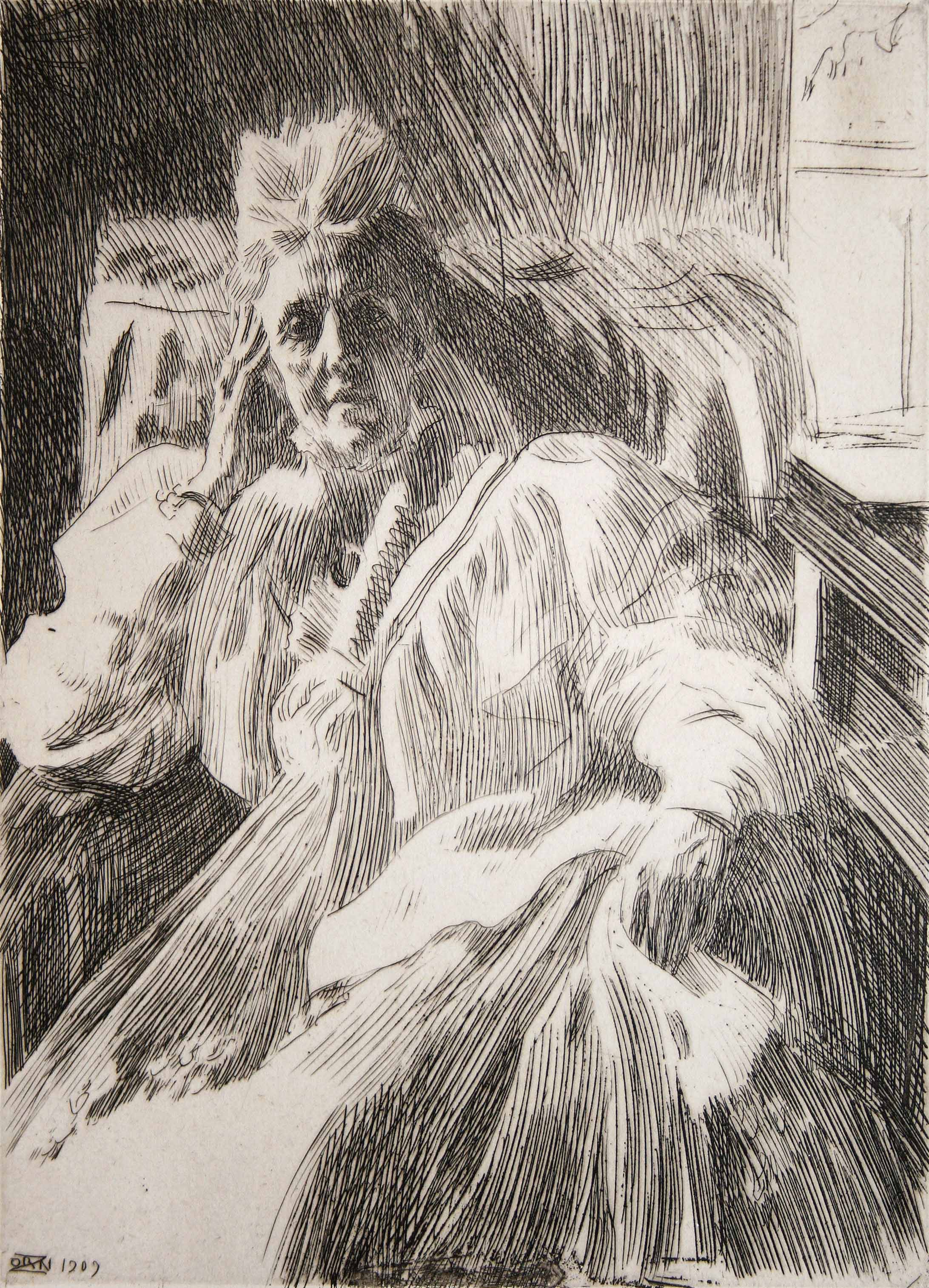
Änkedrottning Sofia (1909)
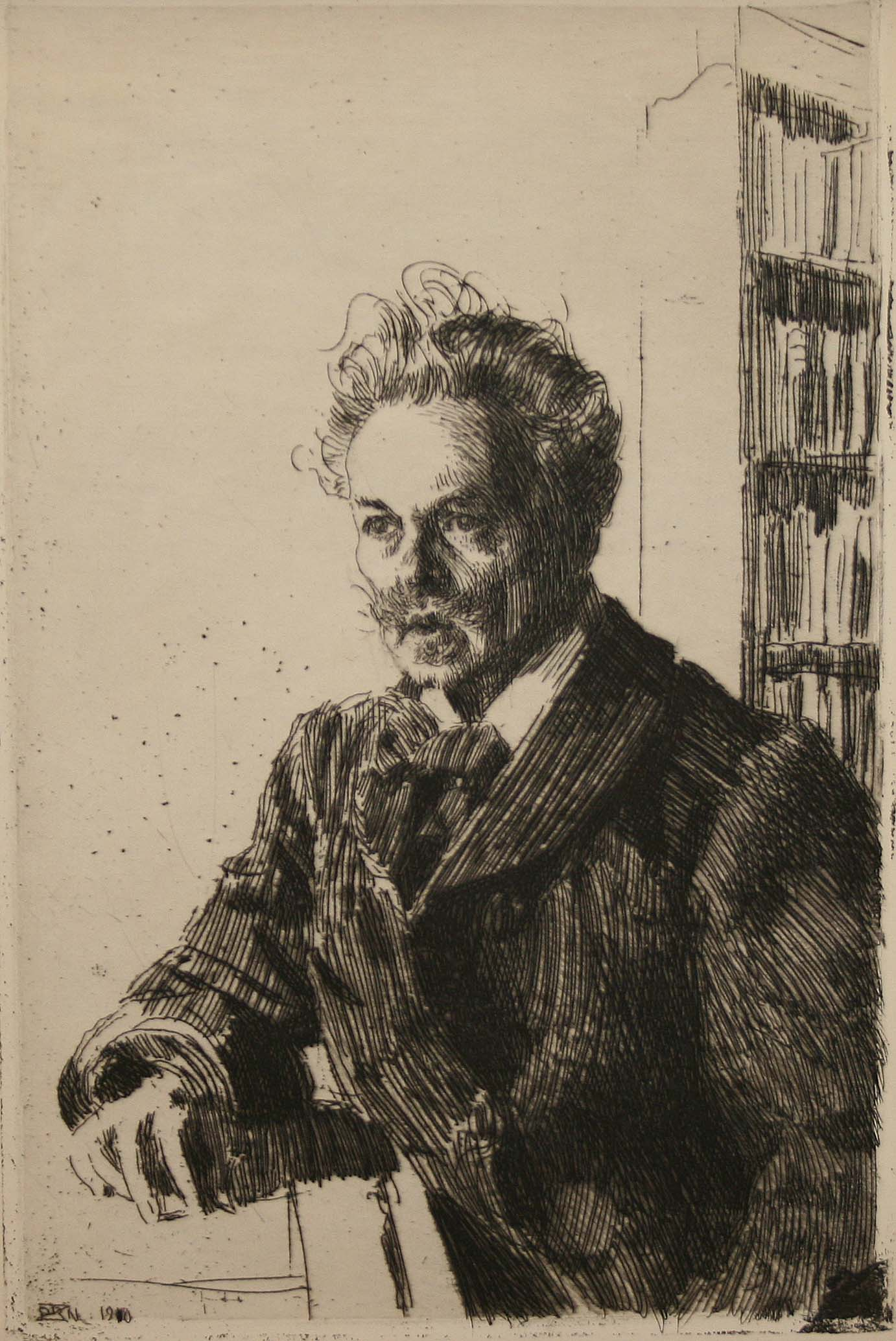
August Strindberg (1910)
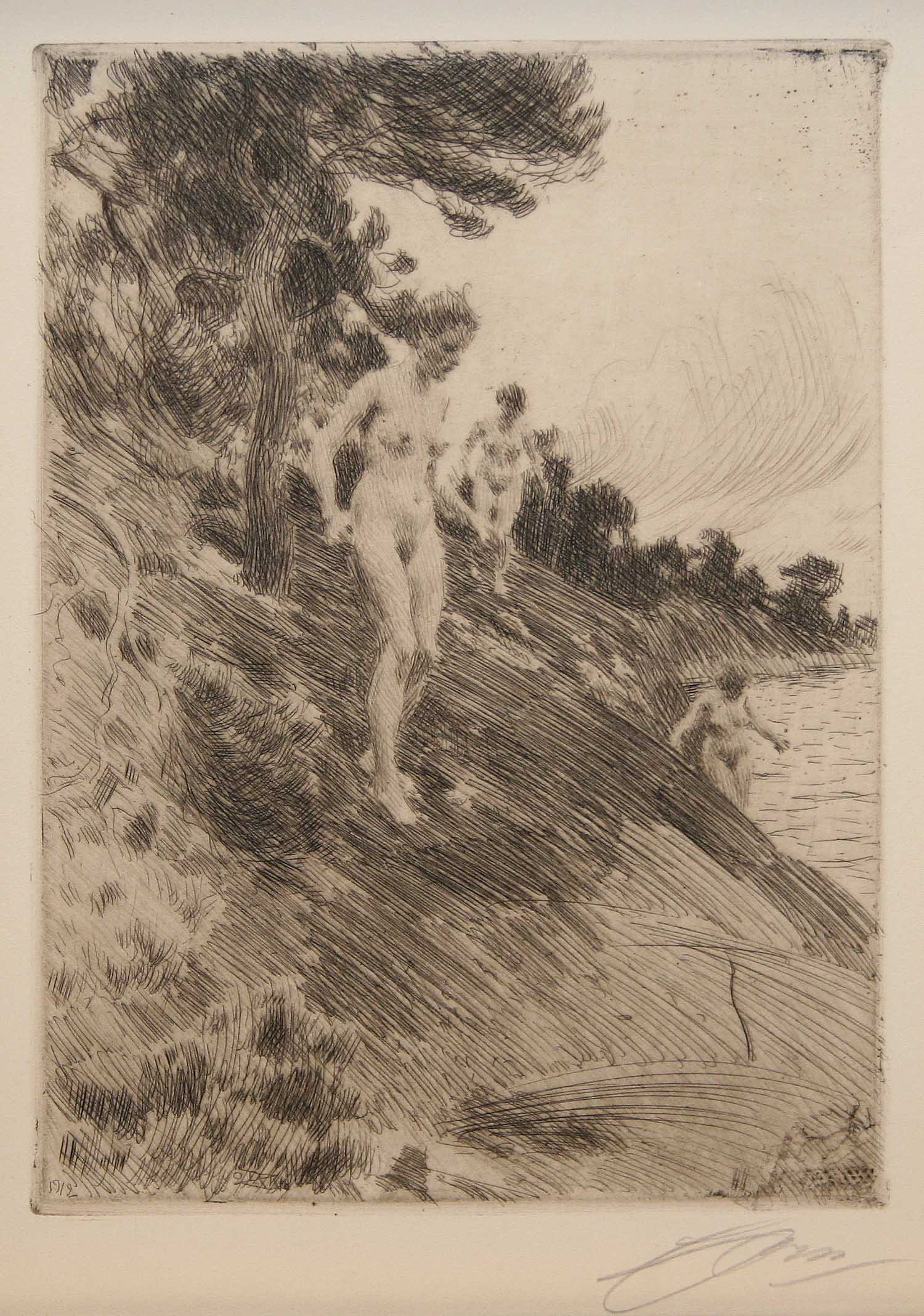
Skrämda (1912)
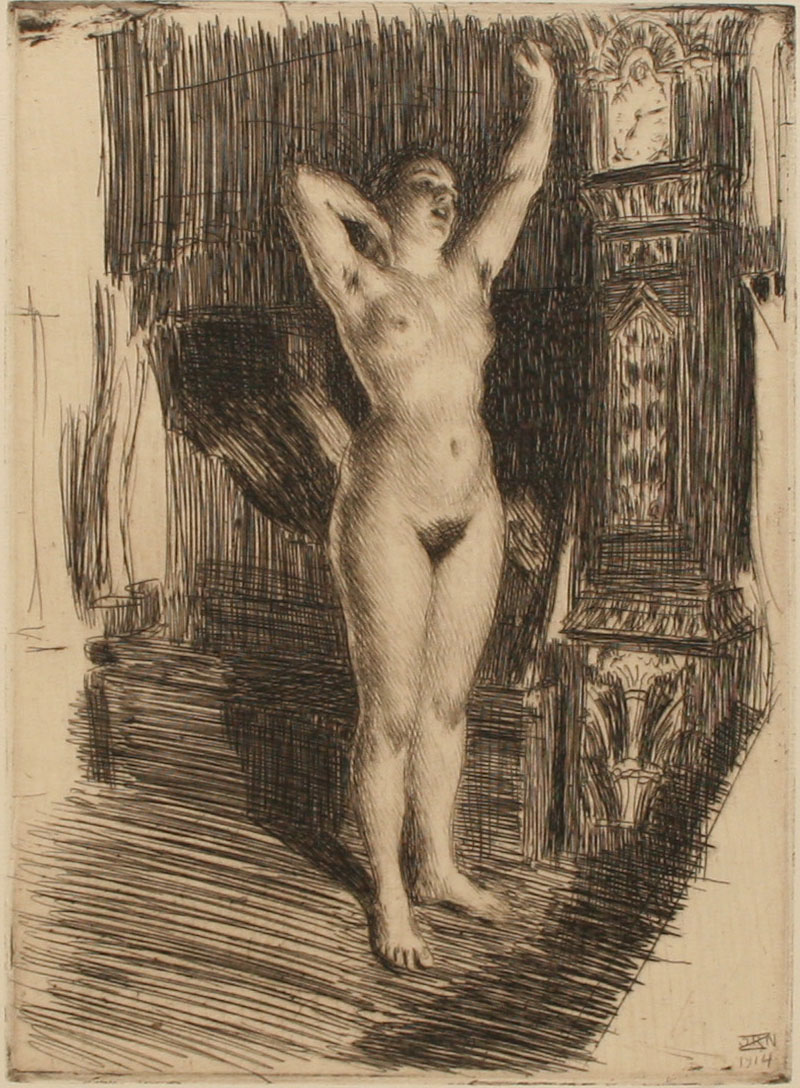
Tidigt (1914)
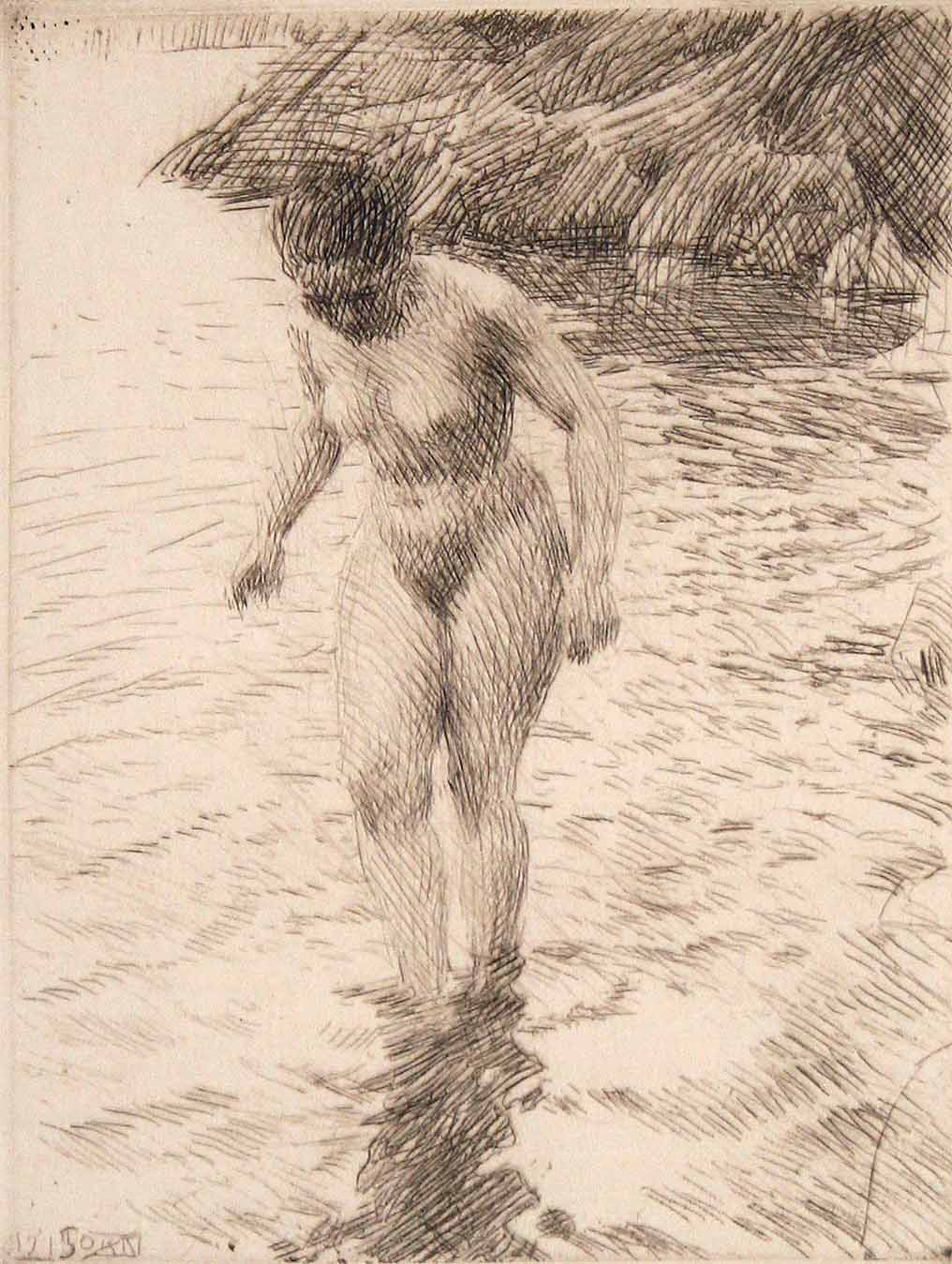
Dalarö (1915)
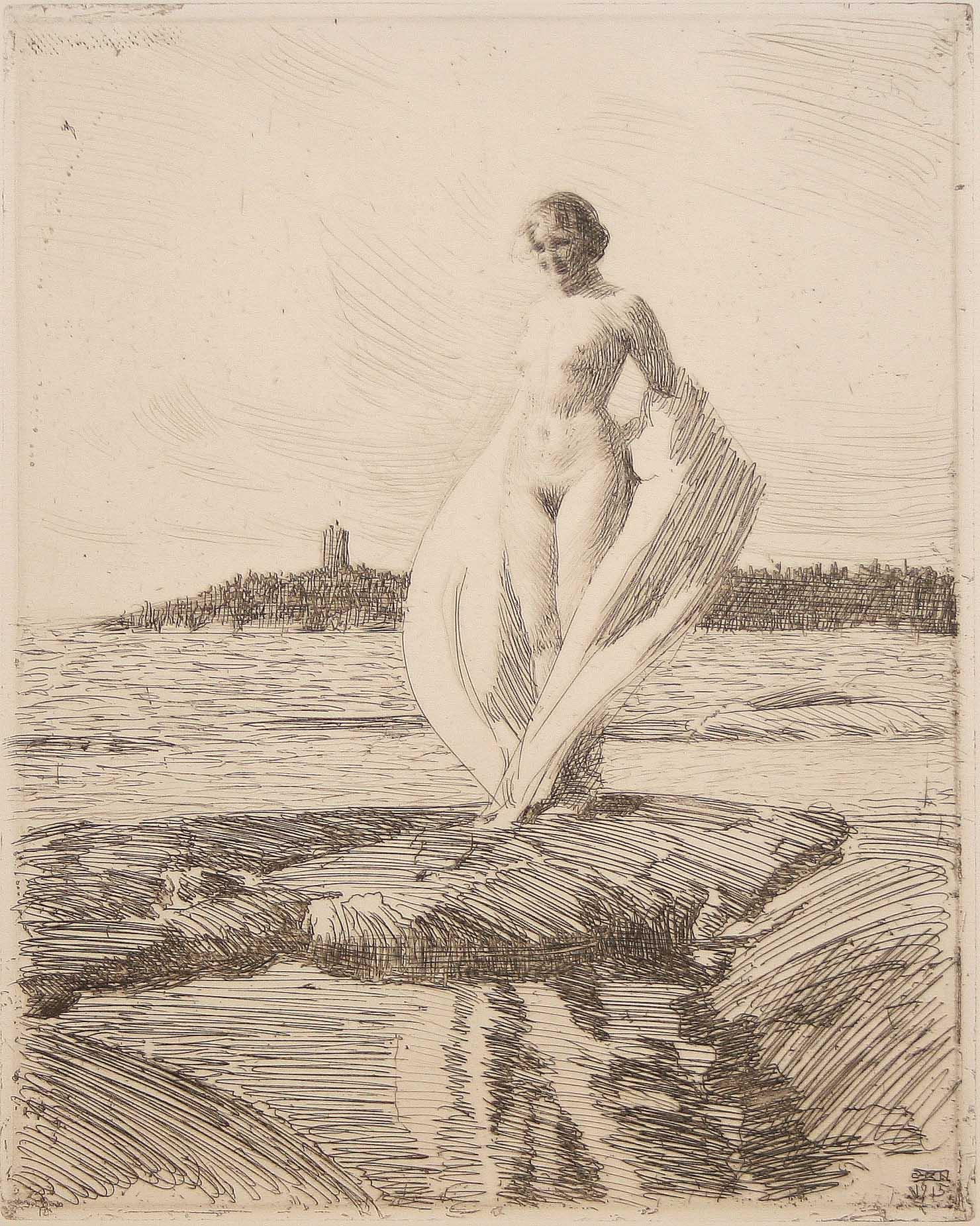
Svanen (1915)